# وسو
وسو (به انگلیسی: Vaso) یک روستا در هند است که در Kheda district واقع شده‌است.

## خصوصیات
وسو ۱۰٬۰۰۰to۱۵٬۰۰۰ نفر جمعیت دارد.